# Протесты против войны в Грузии (2008)
Проте́сты про́тив войны в Грузии (2008) прошли по всему миру. В зависимости от политических взглядов протестующих, акции проводились либо в поддержку Грузии и в знак протеста против ввода российских войск, либо в поддержку российского вмешательства и народа Южной Осетии.

## Протесты в поддержку Грузии
| Страна                    | Акции протеста | Фото |
| ------------------------- | --- | ---- |
| Грузия                    | 12 августа премьер-министр Латвии Ивар Годманис, президент Польши Лех Качиньский, президент Эстонии Тоомас Хендрик Ильвес, президент Украины Виктор Ющенко и президент Литвы Валдас Адамкус прибыли в Тбилиси, где приняли участие в массовом митинге в поддержку Михаила Саакашвили. В митинге участвовало около 150 000 человек; с особым энтузиазмом митингующие встретили речь Качиньского, скандируя лозунги «Польша, Польша», «Дружба, дружба» и «Грузия, Грузия». В ходе митинга иностранные гости пожали друг другу руки на фоне флагов Грузии, США, Евросоюза, Франции, Эстонии, Литвы и Украины. Президент Эстонии Ильвес, желая подчеркнуть солидарность с участниками митинга, назвал себя грузином. 1 сентября несколько десятков тысяч жителей Тбилиси образовали живую цепь, протестуя против действий России. По утверждению грузинских властей, это была крупнейшая акция протеста в истории независимой Грузии |      |
| Австрия                   | В Вене прошла акция протеста |      |
| Азербайджан               | 11 августа прошла акция протеста в Баку, разогнанная властями |      |
| Армения                   | Перед зданием посольства России в Ереване прошла акция протеста, устроенная студентами грузинских вузов, обучающимися в Армении, а также армянскими молодыми людьми, родившимися в Грузии. Протестующие выразили своё недовольство действиями России в Южной Осетии, а также тем, что армянские СМИ, по их мнению, освещали лишь российскую позицию в конфликте, игнорируя грузинскую. Акция протеста была осуждена властями Армении; 11 августа студентов грузинских вузов попросили покинуть страну |      |
| Беларусь                  | В Минске 11 августа акцию в поддержку Грузии провели у посольства России активисты организации «Молодой фронт». Через 10 минут после её начала акция была разогнана, четверых её участников арестовали |      |
| Бельгия                   | В Брюсселе прошло пикетирование российского посольства выходцами из Грузии в количестве около 200 человек. Другая группа выходцев из Грузии в количестве около 300 человек пикетировала постоянного представительства России при Евросоюзе |      |
| Великобритания            | 10 августа прошла акция протеста перед зданием российского посольства в Лондоне |      |
| Венгрия                   | 15 августа перед зданием посольства России в Будапеште состоялся митинг, организованный организацией Fidelitas — молодёжным крылом партии Фидес, а также Федерацией молодых христианских демократов; в нём участвовало несколько тысяч человек. |      |
| Германия                  | 12 августа прошла серия прогрузинских протестов в Берлине |      |
| Греция                    | 11 августа прошли три манифестации протеста против действий России, организованные грузинской диаспорой. На крупнейшей из них, прошедшей в Фессалониках, присутствовало около 300 человек. В начале сентября состоялся антироссийский митинг в Афинах, в котором участвовало около 500 человек. |      |
| Израиль                   | 9 августа израильтяне грузинского происхождения организовали митинг перед зданием российского посольства в Тель-Авиве |      |
| Исландия                  | 12 августа выходцы из Литвы, проживающие в Рейкьявике, организовали митинг перед зданием Российского посольства |      |
| Испания                   | 11 августа перед зданием российского посольства в Мадриде прошла акция протеста, организованная выходцами из Грузии |      |
| Италия                    | 10 августа в Милане прошла акция протеста против действий России в Южной Осетии, организованная выходцами из Грузии |      |
| Канада                    | 13 августа около 30 сторонников Грузии провели акцию протеста перед зданием российского посольства в Оттаве. |      |
| Китай                     | 11 августа группа выходцев из Грузии провела акцию протеста перед зданием российского посольства в Пекине |      |
| Латвия                    | 11 августа прошла акция протеста в Риге: около 2500 протестующих прошли маршем от Памятника Свободы до здания российского посольства. 13 августа состоялась акция протеста перед зданием российского посольства, участники которой вступили в конфронтацию со сторонниками России. 15-17 августа в Рижском замке прошёл Рижский городской фестиваль, участники которого зажгли свечи в знак поддержки Грузии |      |
| Литва                     | 13 августа в Вильнюсе прошла акция протеста против действий России; протестующие скандировали «Руки прочь от Грузии!» В тот же день состоялась антироссийская демонстрация перед зданием консульства России в Клайпеде. 14 августа музыкальный фестиваль Be2gether открылся демонстрацией в поддержку Грузии |      |
| Молдавия                  | 11 августа прошла акция протеста перед зданием российского посольства в Кишинёве, организованная Либеральной партией Молдавии |      |
| Нидерланды                | 11 августа прошла акция протеста перед зданием российского посольства в Гааге |      |
| Норвегия                  | 11 августа прошла акция протеста перед зданием российского посольства в Осло |      |
| Польша                    | 9 августа прошла акция протеста перед здание российского посольства в Варшаве, в которой приняли участие около 100 человек |      |
| Португалия                | 13 августа выходцы из Грузии, проживающие в Лиссабоне, устроили акцию протеста перед зданием российского посольства |      |
| Россия                    | 25 августа в Москве в районе станции метро «Чистые пруды» прошёл митинг против действий России в Южной Осетии, в которой приняли участие около 150 человек |      |
| Соединённые штаты Америки | 10 августа в Олимпийском парке города Атланта, штат Джорджия прошла акция протеста, организованная выходцами из Грузии. В ней приняли участие более 100 человек, в том числе игрок клуба НБА Атланта Хокс Заза Пачулия. 14 августа прошли акции протеста перед зданиями штаб-квартиры ООН и российского консульства в Нью-Йорке. Также прошли антироссийские митинги в Чикаго, Сиэтле, и Лос-Анджелесе. |      |
| Турция                    | 13 августа в Стамбуле прошла акция протеста против российской оккупации Грузии, в которых принял участие турецкий писатель грузинского происхождения Фахреттин Чилоглу. |      |
| Украина                   | К зданию посольства России в Киеве вышли около 50 человек, преимущественно представители грузинской диаспоры. Протестующие держали в руках плакаты «Агрессия против Грузии — агрессия против Украины!», «Сегодня — Грузия, завтра — Украина?», «Путин + Медведев = Гитлер», а также флаги Украины и Грузии. В Харькове прогрузинские пикеты возле генконсульства России проводились ежедневно, начиная с 9 августа. |      |
| Финляндия                 | 11 августа группа сторонников Грузии провела акцию протеста перед зданием российского посольства в Хельсинки. |      |
| Франция                   | Акции протеста прошли в Ницце |      |
| Чехия                     | 12 августа состоялась акция протеста перед зданием российского посольства в Праге в которой участвовало около 300 человек — как выходцев из Грузии, так и жителей Чехии |      |
| Швеция                    | 12 августа состоялась акция протеста перед зданием российского посольства в Стокгольме, в которой участвовали как выходцы из Грузии, так и жители Швеции |      |
| Швейцария                 | 11 августа прошла акция протеста перед зданием российского посольства в Женеве |      |
| Эстония                   | 11 августа на митинг в Таллине пришло около 500 человек |      |

## Протесты в поддержку Южной Осетии и России
| Страна                                           | Акции протеста | Фото |
| ------------------------------------------------ | --- | ---- |
| Россия                                           | 9 августа 2008 осетинская диаспора организовала в Москве напротив посольства США митинг в поддержку Южной Осетии. Параллельно в России проходилие акции, осуждающие действия Грузии. 12 августа 2008 более трёх тысяч людей собрались в Махачкале на митинг против грузинского военного вторжения в Южную Осетию. 17 августа в Краснодаре прошёл организованный КПРФ митинг: «В Южной Осетии, жители которой в большинстве своём — граждане Российской Федерации, — война, которая уже унесла тысячи жизней. Большинство жертв агрессии грузинской военщины — мирные жители, дети, женщины, старики», — заявил на нём первый секретарь Краснодарского городского комитета КПРФ И. Н. Чуев. |      |
| Бельгия                                          | Во время визита в Брюссель госсекретаря США Кондолизы Райс были организованы акции протеста. |      |
| Латвия                                           | 13 августа 2008 несколько сотен людей вышли к российскому посольству для поддержки действий России. |      |
| Молдавия                                         | Пророссийские демонстрации прошли напротив посольства США в Кишинёве, митингующие вышли с плакатами «За Южную Осетию. Саакашвили и Бушу — судьбу Хуссейна» (недоступная ссылка). |      |
| Нидерланды                                       | 12 августа в Гааге прошла акция протеста выходцев из Осетии в поддержку действий России и против Михаила Саакашвили. |      |
| Сербия                                           | 13 августа 2008 в центре Белграда прошли акции в поддержку России. Демонстранты размахивали российскими флагами и держали плакаты «Не отдадим Осетию», «Остановите тиранию», «Нет войне в Осетии». 15 августа сербы пришли к российскому посольству в Белграде, чтобы расписаться в книге соболезнований жертвам грузинской агрессии. Посол России Александр Конузин поблагодарил людей за их понимание ситуации и сказал, что очень рад тому, что сербы не стали жертвами пропаганды мошенников, которые пытаются представить грузинскую агрессию против граждан Южной Осетии как конфликт между Грузией и Россией, заявив, что россияне никогда не будут воевать с грузинами.            |      |
| Турция                                           | 13 августа 2008 около 100 протестующих пришли к грузинскому посольству в Стамбуле и скандировали лозунги «Свободная Осетия! Свободная Абхазия!». Митингующие осудили грузинского президента Михаила Саакашвили. |      |
| Эстония                                          | 14 августа 2008 участники движения «Ночной дозор» провели митинг в поддержку России у российского посольства. |      |
| Непризнанное или частично признанное государство | Акции протеста | Фото |
| Приднестровская Молдавская Республика            | 8 августа в Тирасполе прошёл митинг против действий Грузии в Южной Осетии, на котором выступил мэр Тирасполя Виктор Костырко, заявивший: «Мы уверены, что благодаря нашей помощи и поддержке, и в первую очередь со стороны великой России, война будет остановлена». Выступившие на митинге также осудили убийство мирных жителей и российских миротворцев и потребовали, чтобы мировое сообщество приняло незамедлительные меры по обузданию агрессии. |      |
| Южная Осетия                                     | В конце августа в Цхинвале состоялся концерт российского дирижёра осетинского происхождения Валерия Гергиева в память жертв войны. |      |

## Комментарии
1. ↑  Непризнанное государство, расположенное в международно признанных границах Республики Молдова. Согласно решению ПАСЕ от 2023 года, является оккупированой Россией территории Республики Молдова.